# Aurora Navia Millán
Aurora Navia Millán (Lagos de Moreno, Jalisco, 15 de agosto de 1908-5 de abril de 1990) fue una profesora y política mexicana, miembro del Partido Revolucionario Institucional (PRI), fue en dos ocasiones diputada federal y en una senadora por su estado.

## Biografía
Nació en la ciudad de Lagos de Moreno, Jalisco, fue maestra normalista egresada de la Escuela Normal Manuel Ávila Camacho en la ciudad de Zacatecas, Zacatecas. 
En 1931 fue nombrada directora de la escuela primera de Teúl de González Ortega, en 1952 fue nombrada inspectora de 6a. zona escolar que tuvo su cabecera en Río Grande en 1958 y en Fresnillo en 1959. En las poblaciones en donde ejerció como docente, organizaba obras culturales y recreativas para toda la población. Fue secretaria general de la sección 58 del Sindicato Nacional de Trabajadores de la Educación, del que fue además, presidenta de la Comisión Nacional Femenil.
De 1956 a 1959 fue diputada a la XLII Legislatura del Congreso del Estado de Zacatecas, siendo la primera mujer en ser elegida diputada a dicha corporación. En 1962 el gobernador José Rodríguez Elías la nombró directora general de Educación Pública del estado de Zacatecas.
En 1964 fue elegida diputada federal por el Distrito 1 de Zacatecas a la XLVI Legislatura que concluyó en 1967. De 1963 a 1970 fue directora nacional femenil de la Confederación Nacional de Organizaciones Populares (CNOP).
De 1970 a 1976 fue Senadora en primera fórmula por el estado de Zacatecas, correspondiendo su ejercicio a las legislaturas XLVIII y XLIX; y de 1979 a 1982 fue por segunda ocasión diputada federal, en esta ocasión por el Distrito 5 de Zacatecas a la LI Legislatura.
Falleció el día 5 de abril de 1990 a los 82 años de edad.